# Ambohima
Ambohima là một chi nhện trong họ Phyxelididae.

## Các loài
- Ambohima andrefana Griswold, Wood & Carmichael, 2012
- Ambohima antisinanana Griswold, Wood & Carmichael, 2012
- Ambohima avaratra Griswold, Wood & Carmichael, 2012
- Ambohima maizina Griswold, Wood & Carmichael, 2012
- Ambohima pauliani Griswold, 1990
- Ambohima ranohira Griswold, Wood & Carmichael, 2012
- Ambohima sublima Griswold, 1990
- Ambohima vato Griswold, Wood & Carmichael, 2012
- Ambohima zandry Griswold, Wood & Carmichael, 2012
- Ambohima zoky Griswold, Wood & Carmichael, 2012